# Marek Mazur
Marek Marian Mazur (ur. 16 lipca 1956 w Piotrkowie Trybunalskim) – polski polityk, samorządowiec, działacz sportowy, przewodniczący sejmiku łódzkiego III, IV i V kadencji, od 2024 wicewojewoda łódzki.

## Życiorys
Absolwent liceum ekonomicznego w Piotrkowie Trybunalskim. Ukończył także zarządzanie w Wyższej Szkole Humanistyczno-Ekonomicznej w Łodzi. Zawodowo związany z Ludowymi Zespołami Sportowymi. Od 1983 zatrudniony w piotrkowskiej radzie wojewódzkiej zrzeszenia LZS, w latach 1991–1999 pełnił funkcję przewodniczącego tej rady. Objął następnie stanowisko zastępcy przewodniczącego rady wojewódzkiej w Łodzi. W 2004 został przewodniczącym łódzkiej rady wojewódzkiej zrzeszenia LZS, a także członkiem prezydium władz krajowych tej organizacji.
W wyborach w 2006, 2010, 2014 i 2018 z listy Polskiego Stronnictwa Ludowego uzyskiwał mandat radnego sejmiku województwa łódzkiego. Po wyborach w 2006, 2010 i 2014 powoływany następnie na przewodniczącego sejmiku, pełniąc tę funkcję do 2018. W 2014 bez powodzenia kandydował do Parlamentu Europejskiego. W 2015 wystartował z ramienia PSL do Senatu IX kadencji, zajmując 4. (przedostatnie) miejsce w okręgu. W 2019 był natomiast kandydatem swojego ugrupowania do Sejmu. W 2023 ponownie kandydował do izby wyższej polskiego parlamentu z listy koalicyjnej Trzeciej Drogi. W styczniu 2024 zrzekł się mandatu radnego sejmiku. W tym samym miesiącu powołany na stanowisko pierwszego wicewojewody łódzkiego. W 2024 bez powodzenia kandydował na radnego województwa VII kadencji.
W 2000 odznaczony Srebrnym Krzyżem Zasługi. Jest członkiem m.in. Polskiego Towarzystwa Turystyczno-Krajoznawczego.